# Nicole Brown Simpson
Pour les articles homonymes, voir Brown et Simpson.
Nicole Brown, née le 19 mai 1959 à Francfort-sur-le-Main en Allemagne et morte assassinée le 12 juin 1994 à Brentwood aux États-Unis, est l'épouse du joueur de football américain O. J. Simpson, du 2 février 1985 à 1992. Le couple a deux enfants, Sydney née en 1985 et Justin né en 1988.
Elle est connue pour les circonstances controversées et médiatiques de son assassinat et celui de son ami Ron Goldman en 1994, donnant lieu à l'affaire judiciaire O. J. Simpson, dans laquelle son ex-mari est accusé — puis acquitté lors du procès pénal —, avant d'être reconnu responsable au procès civil.

## Relations avec O. J. Simpson
Brown rencontre O. J. Simpson, en 1977, alors qu'elle travaille comme serveuse au Beverly Hills/Rodeo Drive night-club de Jack Hanson, The Daisy. Bien qu'il soit encore marié à sa première épouse Marguerite, Simpson et Brown deviennent amants. Simpson et Marguerite divorcent en mars 1979, Brown et Simpson se marient le 2 février 1985, cinq ans après la retraite d'O. J. du football professionnel. Le couple a deux enfants, Sydney Brooke Simpson, née le 17 octobre 1985, et Justin Ryan Simpson, né le 6 août 1988. Simpson n'a pas contesté avoir commis des violences conjugales durant les sept années de leur mariage. D'ailleurs, dès 1985, le LAPD avait reçu des appels téléphoniques relatifs à cette violence, qui avaient mis en relation Nicole Brown Simpson avec Mark Fuhrman. Brown demande le divorce, le 25 février 1992, évoquant des « différends irréconciliables ».

## Assassinat
Nicole Brown est assassinée le 12 juin 1994 à son domicile de Los Angeles en Californie, ainsi que son ami Ronald Goldman. O. J. Simpson a été arrêté, mais il a été déclaré non coupable dans un procès pénal controversé. En effet, l'une des principales raisons de l'acquittement d'O. J. Simpson est liée à l'accusation de parjure du détective du LAPD Mark Fuhrman. Celui-ci déclare, sous serment, n'avoir jamais prononcé le mot  « anglais : nigger » (« négro ») et la défense prouve qu'il a menti. Dès lors, l'accusation est discréditée et Simpson est déclaré non coupable. Cependant, il a ensuite été reconnu responsable de la mort dans un procès civil intenté par les familles des deux victimes.